# San Antonio Tariácuri
San Antonio Tariácuri es una localidad del estado mexicano de Michoacán. Es parte del municipio de Zacapu.

## Toponimia
El nombre «San Antonio» hace referencia al santo patrono de la localidad: Antonio de Padua. El nombre «Tariácuri» rinde homenaje a Tariácuri, primer cazonci del imperio purépecha. La palabra «Tariácuri» proviene del purépecha, su significado literal es «Torbellino».

## Demografía
| Gráfica de evolución demográfica |
|                                  |

| Censo | Población |
| ----- | --------- |
| 1900  | 233       |
| 1910  | 336       |
| 1921  | 447       |
| 1930  | 607       |
| 1940  | 909       |
| 1950  | 941       |
| 1960  | 2215      |
| 1970  | 2001      |
| 1980  | 1542      |
| 1990  | 1676      |
| 2000  | 1389      |
| 2010  | 1129      |
| 2020  | 1013      |